# أحمد قدور
أحمد قدور مواليد 1982 في لبنان، هو ملاكم دانمركي يصنف ضمن فئة الوزن المتوسط.

## إحصائيات
خاض خلال مسيرته 30 نزالا، فاز في 27 وتعادل في 1 وخسر في 2. فاز بالضربة القاضية في 10 نزالا.

## روابط خارجية
- أحمد قدور على موقع بوكس ريك (الإنجليزية) (registration required)